# Rickshaw

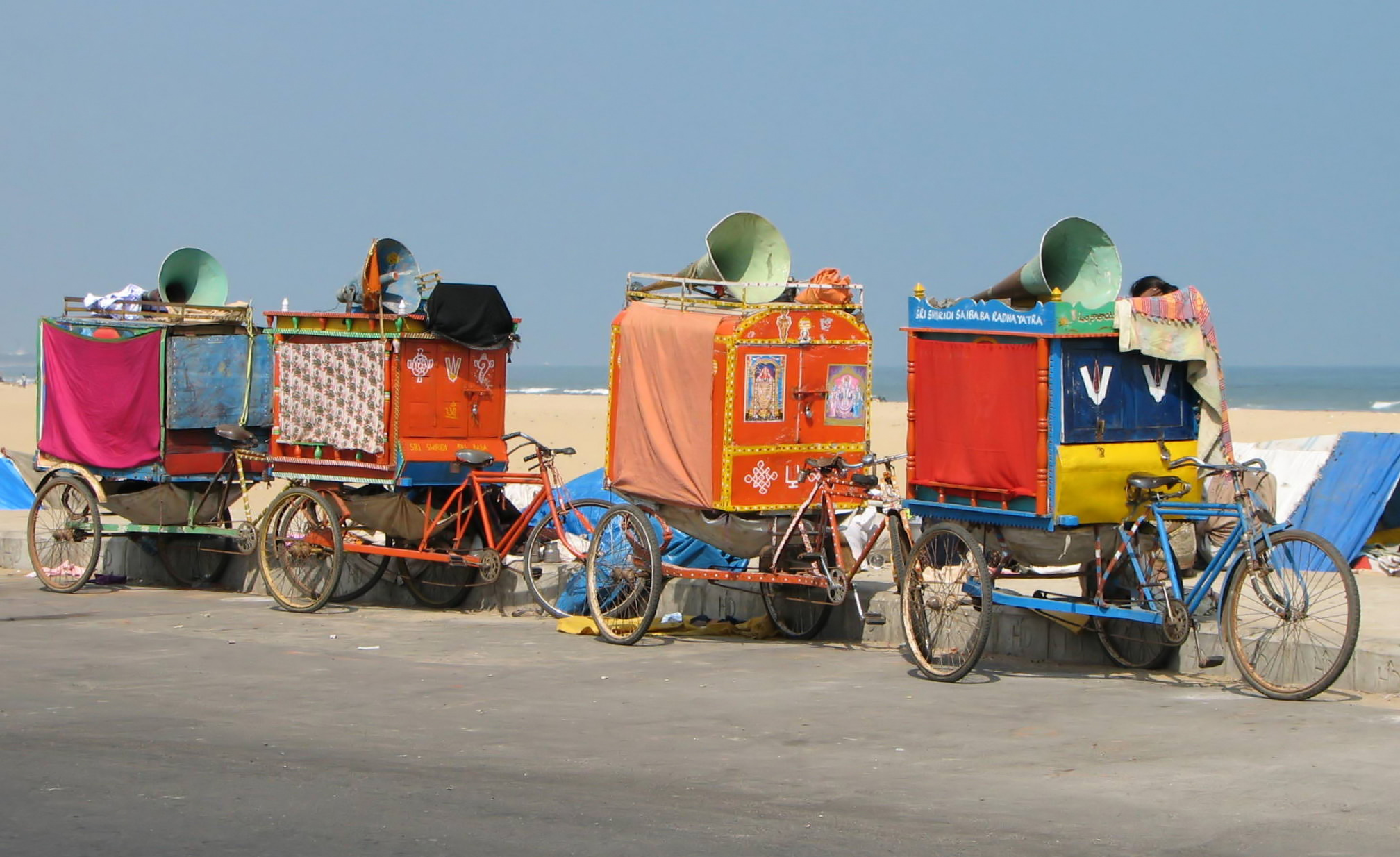
Rickshaws colorés à Madras, Inde.

Un rickshaw, aussi appelé trishaw, est un véhicule tricycle vélocipède utilisé pour le transport de personnes ou de marchandises. Le terme vient du japonais « jinrikisha » (人力車), littéralement « véhicule à propulsion humaine ».
On en distingue les rickshaws proprement dits, non motorisés, de ses dérivés motorisés. Les rickshaws sont vélo-taxi utilisant la propulsion humaine, comme des bicyclettes. Les dérivés motorisés du rickshaw sont appelés autorickshaws.

## Type non motorisé

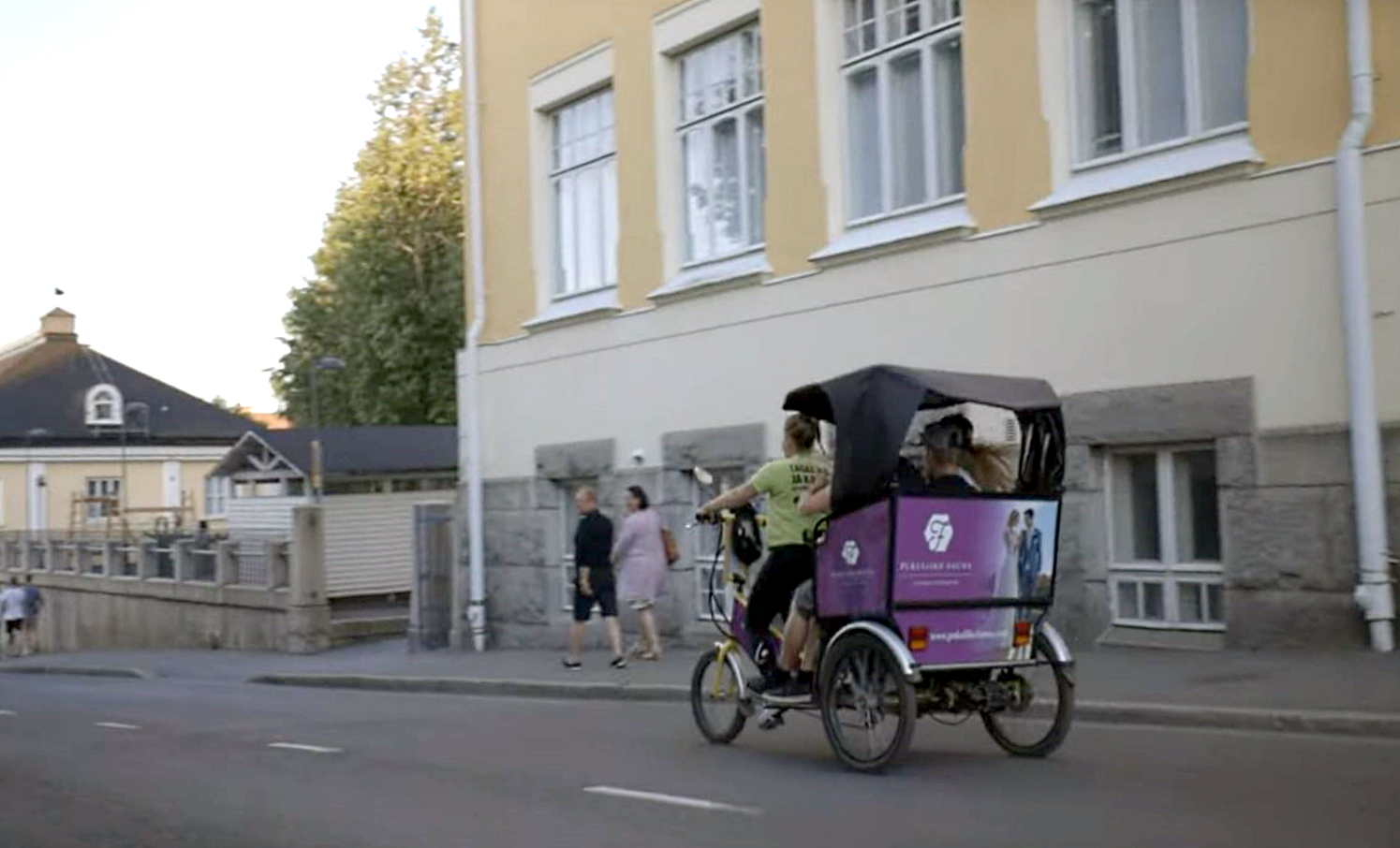
Cyclo-pousse Biketaxi à Kuopio, Finlande.

Le modèle non motorisé historiquement le plus notoire est le cyclo-pousse. Ce véhicule est une variante du pousse-pousse, véhicule originaire du Japon, tiré ou poussé par un homme à pied.
Le cyclo-pousse est un véhicule à trois roues propulsé à la manière d'une bicyclette. Le conducteur est installé à l'avant sur une bicyclette dont les haubans et la roue arrière sont remplacés par un châssis avec une paire de roues latérales. Il pilote l'engin avec le guidon et les freins, et dispose éventuellement de manettes de changement de vitesses. Il fournit également l'énergie motrice en agissant sur les pédales ; une chaîne assure la transmission entre le pédalier et l'axe des roues arrière sur le même principe que pour un vélo.
L'arrière reprend la conception d'un pousse-pousse avec un siège ou une banquette posée sur le châssis. Cette partie peut être couverte d'une capote ou d'un toit rigide pour protéger les passagers des intempéries.
Sa version moderne utilisée dans les villes notamment en Europe est le vélo-taxi.

## L'autorickshaw

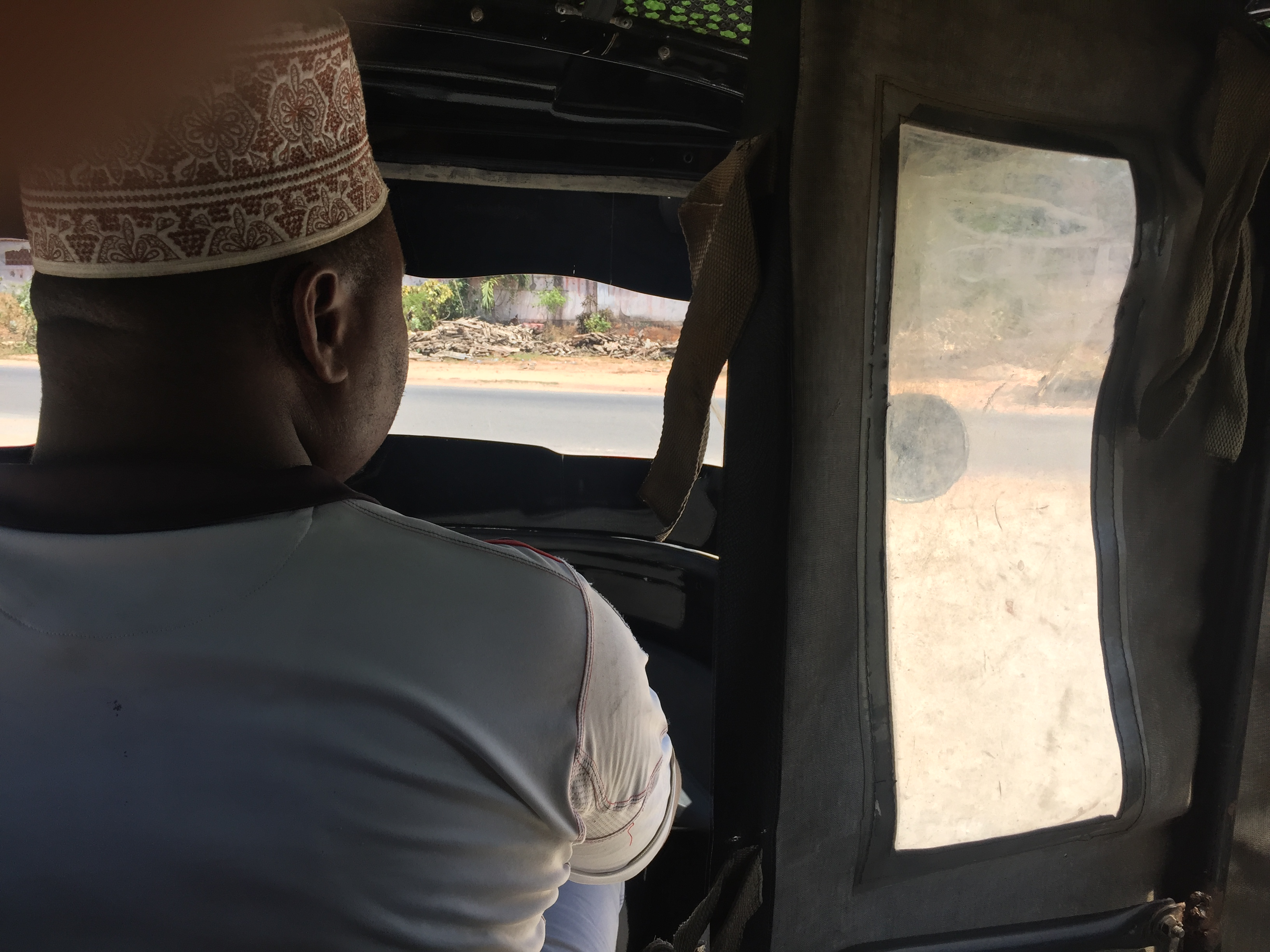
Conducteur de tuk-tuk à Mombasa (Kenya)

Par évolution, l'installation d'un moteur sur le rickshaw conduit à un modèle facilitant le travail du conducteur : lʼautorickshaw. 
Dans sa version motorisée, la partie avant est construite à partir d'une moto ou d'un scooter ; le moteur est un deux temps en général. En pratique, la construction de ces engins fait maintenant l'objet d'une conception spécifique et leur production est industrialisée. La plupart des autorickshaws sont équipés d'une carrosserie sans portes avec pare-brise, protégeant[De quoi ?] ainsi le conducteur en plus des passagers.

## Utilisation
À l'origine du recul de l'utilisation des palanquins, ce mode de transport est très utilisé dans toute l'Asie du Sud-Est, notamment en Indonésie (où il est appelé becak) et en Malaisie (où on l'appelle plutôt trishaw), ainsi qu'en Inde.
Beaucoup de conducteurs de ces engins assurent une fonction de taxi, et vivent de ce métier. La plupart d'entre eux ne peuvent pas acheter eux-mêmes leur outil de travail et le louent donc à des sociétés privées. Même lorsque l'engin ne leur appartient pas, ils travaillent généralement à leur compte ou se regroupent en compagnies selon le même principe que les compagnies de taxis automobiles.
Cependant, des sociétés commencent à investir sur le marché de l'autorickshaw familial ou d'entreprise, proposant une gamme d'engins de plus en plus proches de l'automobile et des petits fourgons de livraison dans leur philosophie d'usage.
À Calcutta, il existe aussi des rickshaws tirés manuellement par les rickshaws-wallahs. Ce mode de transport est l'objet de vives polémiques et bénéficie d'une réglementation rigoureuse.
En Afrique, et notamment en Égypte, le rickshaw a fait son apparition comme une alternative intéressante aux réseaux de transport traditionnels ou une solution à leur absence, en particulier dans les petites villes du delta du Nil.
En France, des rickshaws ont fait leur apparition dans plusieurs villes au cours des années 1990, notamment à Lyon ou à Lille, s'inscrivant dans le contexte plus général du développement du vélo-taxi et des solutions de transports plus écologiques.
Les rickshaws à moteur appelés tuk-tuks comme en Asie du Sud ou dans des paysages urbains de la ville de Lisbonne au Portugal. 

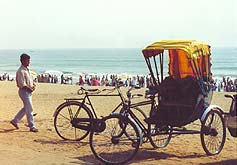
Rickshaw en Inde.
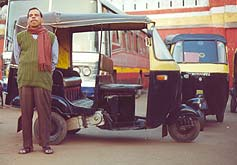
Autorickshaw en Inde.
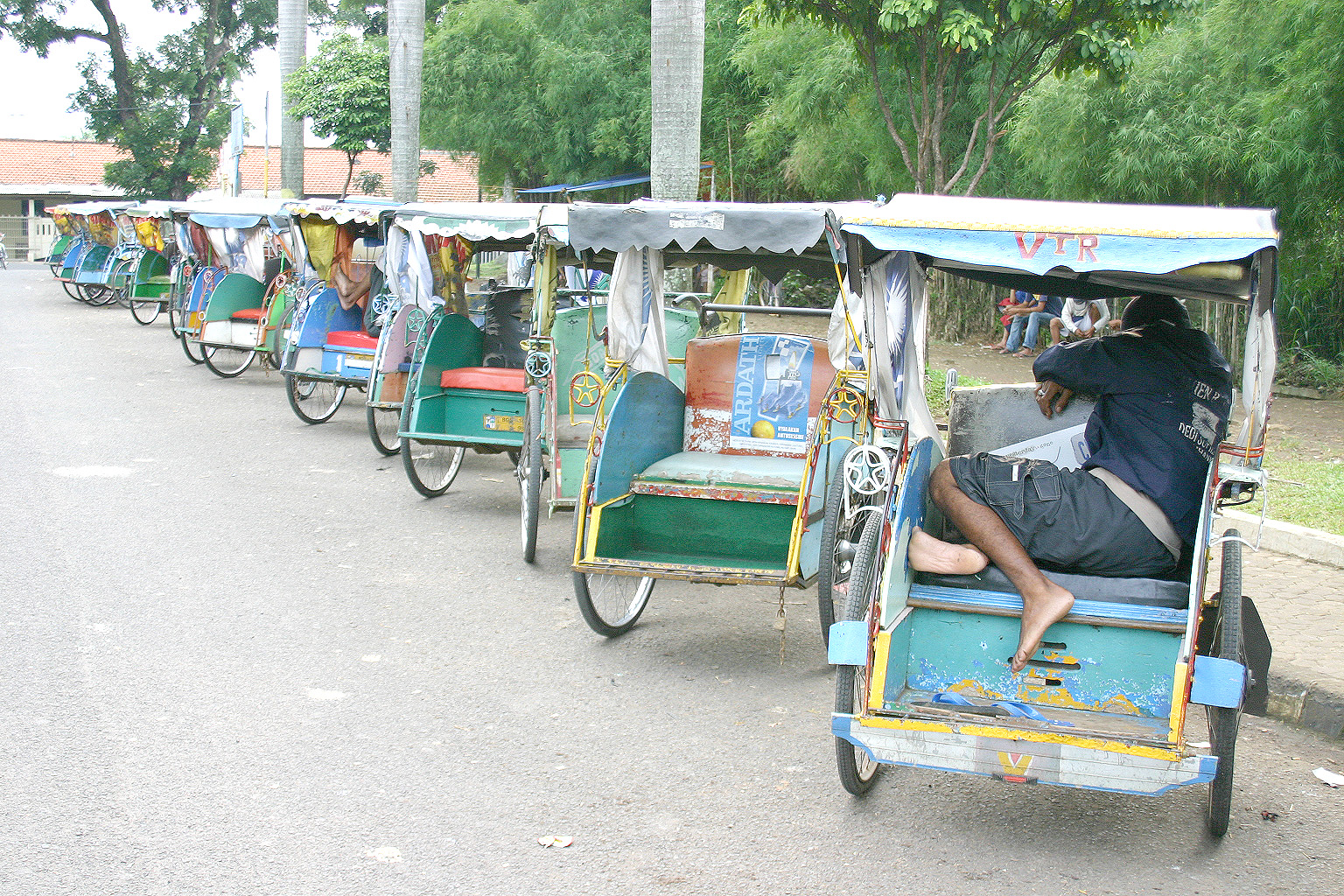
Becak en Indonésie.
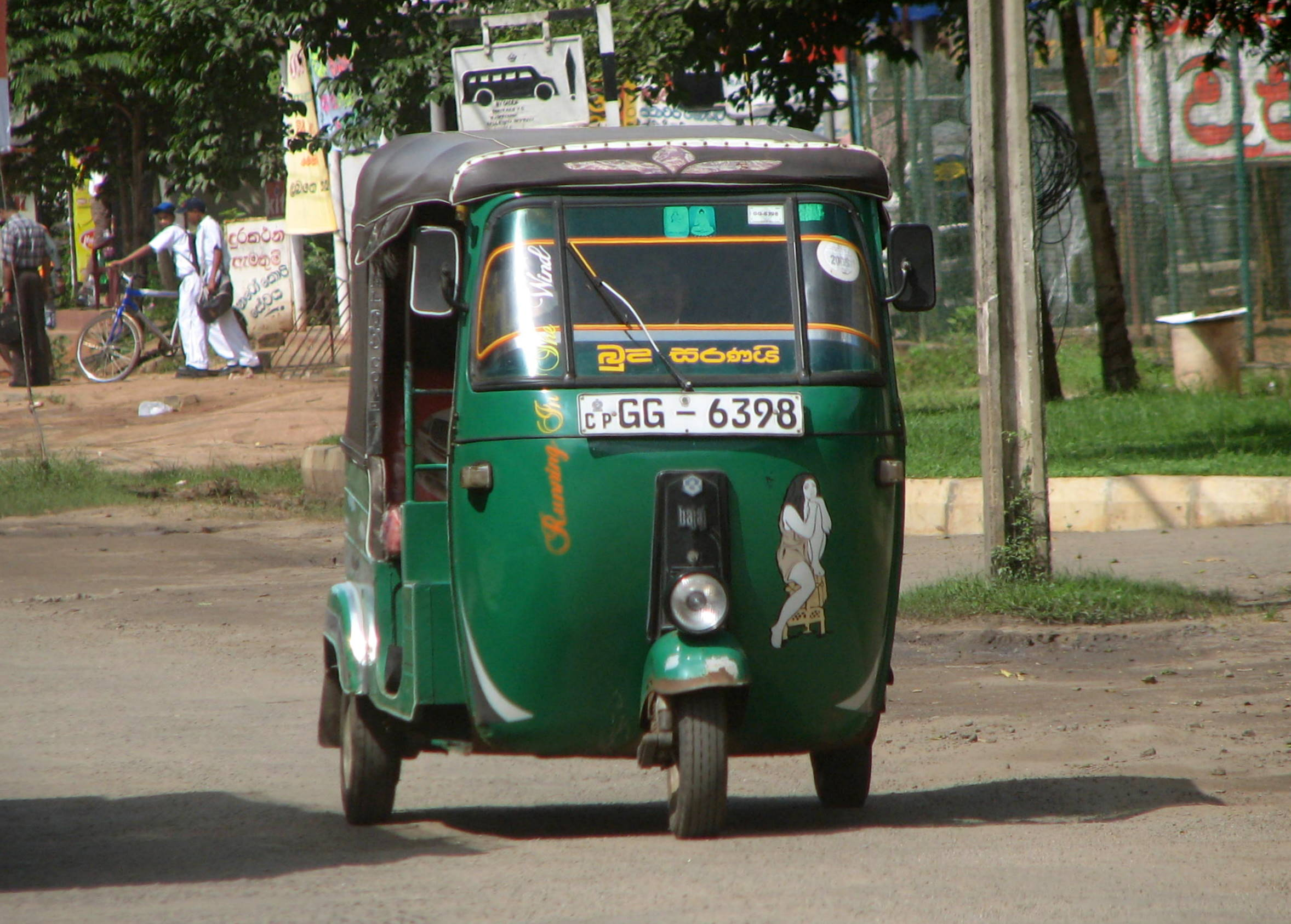
Autorickshaw au Sri Lanka.
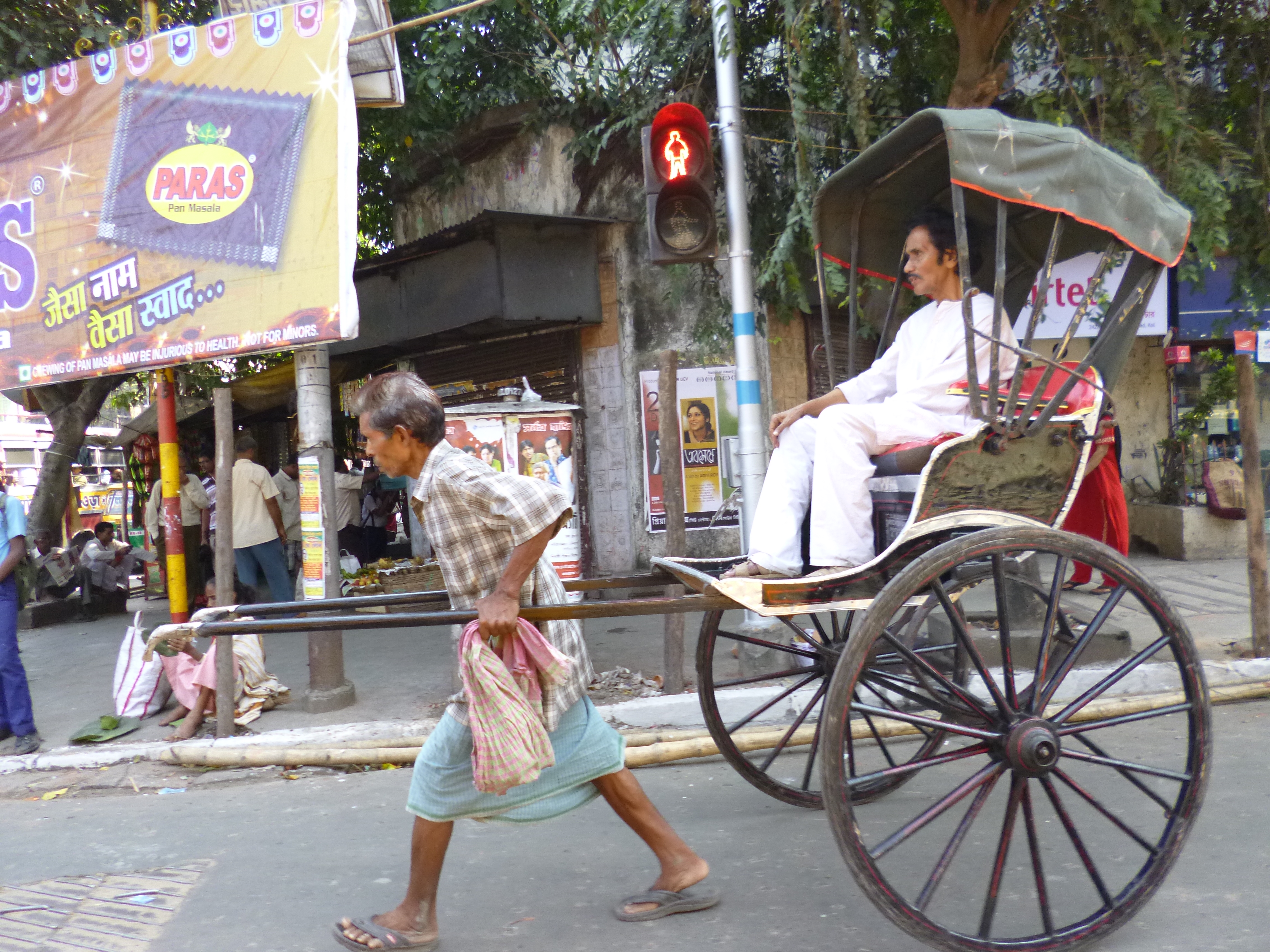
Rickshaw à Calcutta.
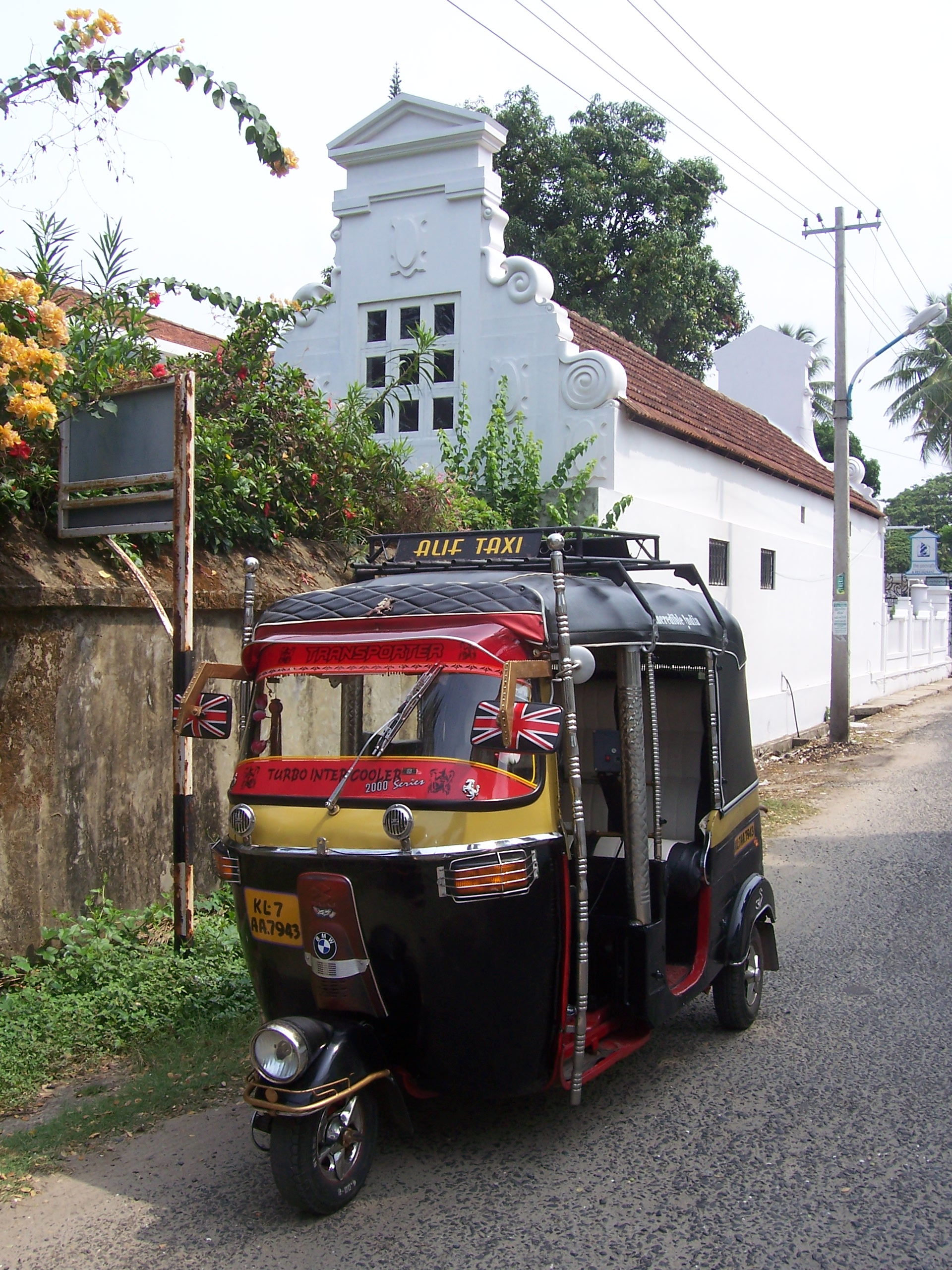
Autorickshaw à Fort Cochin.
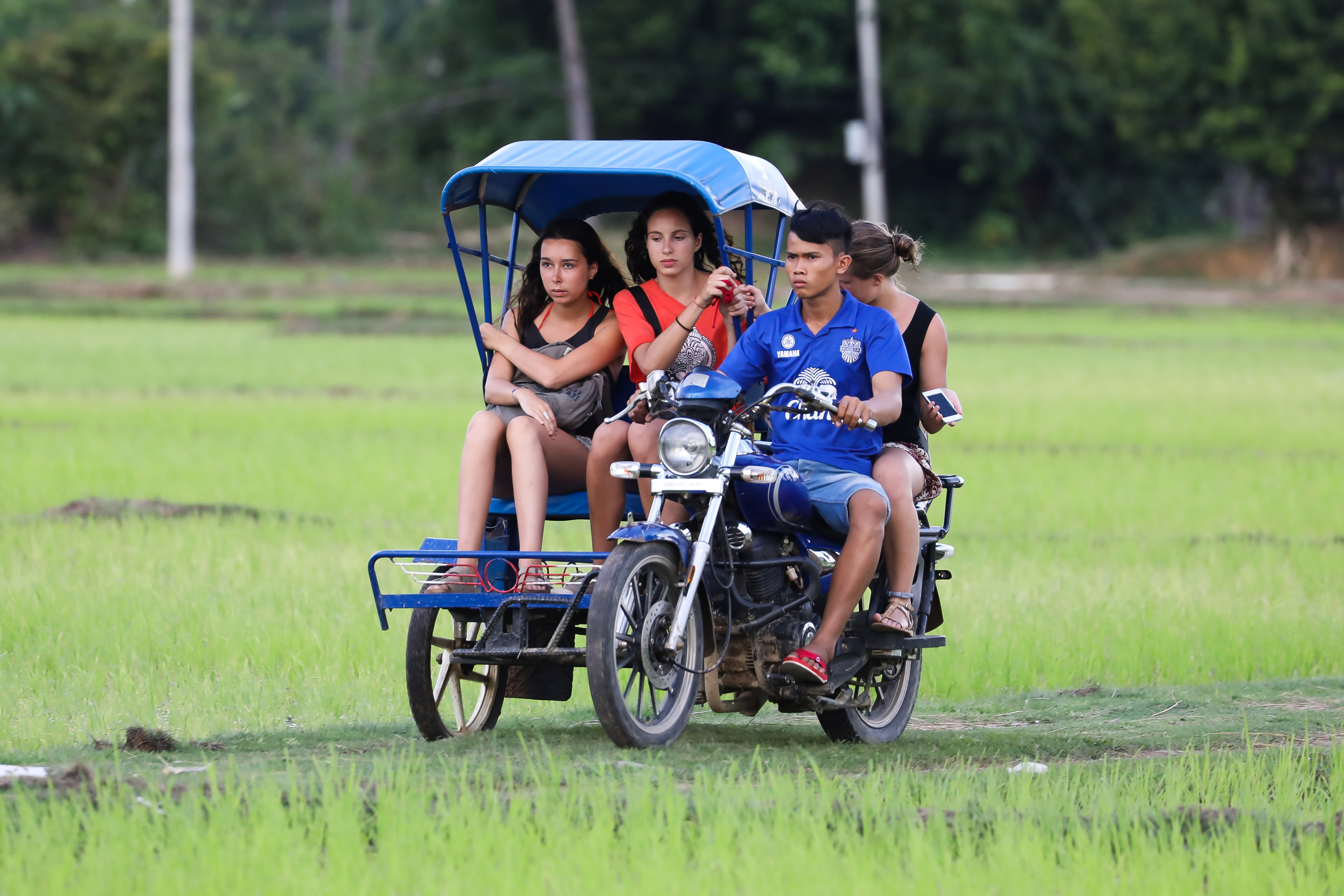
Autorickshaw (tuk-tuk) taxi sidecar au Laos.